# Sauca (Ocnița)
Sauca è un comune della Moldavia situato nel distretto di Ocnița di 1.862 abitanti al censimento del 2004, ha una scuola, un asilo, un club, 2 chiese ed alcuni minimarket e bar. Il sindaco è Iraida Jitari.